# کمک (زهک)
کمک، روستایی از توابع بخش مرکزی شهرستان زهک در استان سیستان و بلوچستان ایران است. کمک محل قبرستان مشترک نواحی واصلان و محل برگزاری مراسمات خاکسپاری و مراسمات مذهبی است. این روستا در نزدیکی رود هیرمند قرار دارد.

## جمعیت
بر پایه سرشماری عمومی نفوس و مسکن در سال ۱۳۹۵ جمعیت این مکان ۱۸۶ نفر (۶۴خانوار) بوده‌است.